# 숭인중학교
숭인중학교(崇仁中學校)는 대한민국 서울특별시 동대문구 답십리동에 있는 공립 중학교이다.

## 학교 연혁
- 1974년 12월 27일 : 숭인여자중학교 설립 인가 (24학급)
- 1975년 3월 1일 : 초대 김정애 교장 부임
- 1975년 3월 7일 : 개교 및 제1회 신입생 입학식(7학급)
- 1978년 2월 10일 : 제1회 졸업식
- 2001년 3월 1일 : 숭인중학교로 개명(남녀공학)
- 2005년 2월 5일 : 학교 이전
- 2005년 3월 13일 : 신축교사 준공
- 2020년 9월 1일 : 제15대 김상규 교장 취임
- 2023년 2월 3일 : 제46회 졸업식
- 2023년 3월 2일 : 제49회 입학식

## 참고 자료
- 숭인중학교 - 한국교육학술정보원 학교알리미